# Společný trh pro Východní a Jižní Afriku
Společný trh pro Východní a Jižní Afriku je regionální zóna volného obchodu pokrývající velkou část afrického kontinentu. Byla založená roku 1994 v Lusace (v Zambii).

## Historie vzniku
Počáteční snahy o založení společného trhu se v této oblasti datují již do doby před rokem 1965 kdy byly dojednány podmínky mající vést k budoucí dohodě. U počátku spolupráce stálo těchto deset států: Burundi, Etiopie, Keňa, Madagaskar, Malawi, Mauricius, Rwanda, Somálsko, Tanzanie a Zambie. Zhruba po patnácti létech příprav byla ustanoveno sdružení výše uvedených zemí s názvem Preferenční obchodní oblast Východní a Jižní Afriky. K dalšímu prohloubení integrace došlo až v roce 1994 založením nástupnického Společného trhu pro Východní a Jižní Afriku (COMESA).
Důležitým mezníkem byl rok 2000, tehdy COMESA podepsala smlouvu s Evropskou unii (EU) která o tři roky později vstoupila v platnost. V roce 2005 byla smlouva upravena tak, aby odpovídala požadavkům Světové obchodní organizace (WTO).
Od založení sdružení COMESA došlo do roku 2014 ke změnám zúčastněných států. Do organizace přistoupily Angola, Džibutsko, Egypt, Eritrea, Jižní Súdán, Komory, Libye, Lesotho, Mosambik, Namibie, Seychely, Súdán, Svazijsko, Uganda, Tanzanie a Zimbabwe, naopak ji opustily Angola, Lesotho, Mosambik, Namibie, Somálsko a Tanzanie. V roce 2008 se COMESA dohodla na postupném rozšiřování zóny volného obchodu s Africkým hospodářským společenstvím (AHS) a s Jihoafrickým rozvojovým společenstvím (SADC).

## Současné členské země
- Burundi
- Dem. rep. Kongo
- Džibutsko
- Egypt
- Eritrea
- Etiopie
- Jižní Súdán
- Keňa
- Komory
- Libye
- Madagaskar
- Malawi
- Mauricius
- Rwanda
- Seychely
- Súdán
- Svazijsko
- Uganda
- Zambie
- Zimbabwe

## Řídící orgány
Každoročně se schází vrcholný výkonný orgán tvořený hlavami států nebo předsedy vlád členských států. Tento rotující summit se koná postupně v různých zemích a pro další rok je v čele organizace zástupce pořádající země. V roce 2013 vystřídal ugandského presidenta Yoweri Kaguta Museveni president Dem. rep. Kongo Joseph Kabila.
Výkonný sekretariát vede generální tajemník, v současnosti je jím Sindiso Ngwenya, je volený na pět let a může být zvolen i opakovaně. Má dva náměstky, jednoho pro správu a finance a druhého pro obchod, cla, měnové záležitosti, podporu investic a pro genderové a sociální záležitosti. V centrále COMESA v Lusace pracuje asi 180 zástupců všech dvaceti států, což jim umožňuje vzájemné setkávání a lepší pochopení různých kultur, náboženství a způsobů života. Jednacími jazyky jsou angličtina, francouzština a portugalština.
Byl také zřízen, po vzoru Evropského soudního dvoru, Soudní dvůr sídlící v Chartúmu v Súdánu. Má za úkol řešit porušení smluv nebo nesplnění uložených povinnosti a jeho rozhodnutí je nadřízeno všem nižším instancím; nerozhoduje však v otázkách lidských práv.

## Základní principy
V ustavující smlouvě COMESA jsou rozpracovány mj. tyto základní principy vzájemných vztahů členských zemí:
- Rovnoprávnost a solidarita mezi členskými státy
- Vzájemné neútočení, posilování dobrých sousedských vztahů a řešení sporů mírovými prostředky
- Uznání a ochrana lidských práv, demokratický způsob vládnutí
- Dodržování principů demokracie, základních svobod a právního státu

## Cíle
COMESA si za úkol klade vytvořit společný trh 20 různě velkých a nestejně rozvinutých zemí rozkládajících se na ploše přes 11,5 milionů km² ve kterých bude zakrátko žít okolo 500 miliónů obyvatel. Jedním z prvotních cílů bylo zřídit plně funkční zónu volného obchodu a následně realizovat společný trh. Toho lze docílit až po vzájemném propojení vyvážených ekonomik všech zemí a odstranění bariér při obchodování (cla, víza, dovozní kvóty). Je nutno zajistit těsnou spolupráci jednotlivých států ve všech oblastech hospodářství včetně podpory obchodu, měnové a finanční spolupráce, zemědělství, investic, zlepšení dopravy a komunikací.
V současnosti se za prioritní považuje vytvořit měnovou unii. Pro splnění tohoto úkolu se pracuje na stabilizaci finančních systémů jednotlivých zemí a snižují se jejich makroekonomické rozdíly. Postupně se zakládají společné finanční instituce a stanovují konvergenční kritéria pro harmonizaci měn.

## Výsledky
Problémem se jeví přílišná prvotní očekávání a krátká doba na vyřešení tolika problémů. Nereálným byl předpokládaný přechod z úrovně zóny volného obchodu na úroveň společného trhu naplánovaný na pouhých 10 let. Vznikají enormní problémy s různě rozvinutými ekonomikami, geografickými vzdálenostmi, nedostatečnými infrastrukturami i s mentálními odlišnostmi obyvatel jednotlivých zemí. Dalším oříškem je současné členství některých zemí i v jiných podobných organizacích, např. Madagaskar, Malawi, Mauricius, Svazijsko, Zambie a Zimbabwe jsou součásti Jihoafrického rozvojového společenství (SADC).